# Finanskrisen 1857-58
Finanskrisen 1857-58 var en finansiel og økonomisk krise, som ramte Danmark i efteråret 1857. Krisen skyldtes dels en større international krise, som i 1857 fra USA bredte sig til de europæiske lande, og dels at der gennem 1850'erne i Danmark havde været en periode med kraftig økonomisk vækst og prisstigninger på fast ejendom.

## Krisens forløb
1850'erne var en periode med stærk økonomisk vækst i Danmark, blandt andet på grund af høje kornpriser som følge af Krimkrigen. Stemningen var præget af optimisme med store prisstigninger på landejendomme og anden fast ejendom. 
I august 1858 ramte en omfattende finanskrise USA, hvor det efter sammenbruddet i Ohio Life Trust (Ohio Life Insurance and Trust Company) kom til store udtræk fra de amerikanske banker. Krisen spredte sig fra USA til de europæiske lande, herunder også til handels- og bankhusene i Hamborg, der i den forudgående periode havde spillet en nøglerolle i finansieringen af dansk handel. 
I efteråret 1857 begyndte de hamborgske handelshuse at opsige kreditter givet til danske handlende. Det kom også til omfattende udtræk fra danske banker og sparekasser, og der opstod en akut mangel på finansiering i dansk erhvervsliv.
I december 1857 meddelte det store hamborgske firma H. Pontoppidan & Co. (ejet af den danske erhvervsmand Henrik Pontoppidan), at det stod over for at standse betalingerne, hvis det ikke hurtigt fik tilført likviditet. Firmaet havde givet store lån til danske handlende, og det var frygten, at en stor del af dansk erhvervsliv ville bryde sammen, hvis huset Pontoppidan standsede betalingerne. Efter hektiske forhandlinger og efter pres fra kong Frederik 7. besluttede regeringen under ledelse af C.C. Hall at støtte firmaet Pontoppidan med et lån på 675.000 rigsdaler, hvoraf den danske stat bidrog med to tredjedele, mens Nationalbanken ydede en tredjedel. Herved overlevede Pontoppidan. 
Senere i december 1857 besluttede regeringen at oprette en midlertidig lånekasse, der skulle give lån til danske erhvervsdrivende, som manglede finansiering. Lånekassen gav i perioden frem til november 1858 lån på sammenlagt 2,3 mio. rigsdaler. Lånene blev givet til en bred vifte af danske finansielle virksomheder og danske erhvervsdrivende. For at holde renten nede og derved hjælpe ejerne af landejendomme foretog den midlertidige lånekasse også store opkøb af realkreditobligationer.
Som en konsevens af krisen fik Nationalbanken og de danske provinsbanker store tab på de lån, som de havde ydet i perioden op til krisen. To realkreditinstitutter (kreditforeninger) brød sammen. Også Centralkassen i Kjøbenhavn fik store tab og blev afviklet. Krisen betød en midlertidig opbremsning i den økonomiske ekspansion, idet det i 1858 kom til et fald i byerhvervenes produktion.  